# روجر أنجل
جيمس روجر بريور أنجل (بالإنجليزية: Roger Angel)‏ (يدعى أيضا روجر أنجل، من مواليد 7 فبراير 1941 في سانت هيلين، لانكشاير، إنجلترا) عالم فلك أمريكي ولد في بريطانيا، أستاذ ريجنت وأستاذ في علم الفلك والعلوم البصرية في جامعة أريزونا.

## السيرة الذاتية

### التعليم
التحق أنجل بكلية سانت بيتر، أكسفورد وتخرج منها بعد حصوله على درجة البكالوريوس عام 1963 ليكمل تعليمه في معهد كاليفورنيا للتكنولوجيا ويحصل على الماجستير في عام 1966 قبل أن يلتحق بجامعة أوكسفورد ويحصل على درجة الدكتوراه في عام 1967.

### الحياة العملية
يعمل بريور أستاذا في جامعة كولومبيا وهو زميل في الجمعية الملكية. تم ترشيحه زميلا للأكاديمية الأمريكية للفنون والعلوم في عام 1990. كان أنجل هو موضوع إحدى الحلقات الصباحية لإذاعة الوطنية العامة.

## التكريم والجوائز
- في عام 1976: حصل على جائزة نيوتن لاسي بيرس لعلوم الفلك.
- في عام 1996: زميل برنامج ماك أرثر.[7]
- في عام 2010: جائزة كالفي للفيزياء الفلكية.
- في عام 2016: تم انتخابه في قاعه مشاهير المخترعين الوطنيين.[8]

## وصلات خارجية
- روجر أنجل على الموسوعة البريطانية
- الاحتفال العالمي للعلوم- روجر أنجل